# La Jeune Fille à la perle (film)
Pour les articles homonymes, voir La Jeune Fille à la perle (homonymie).
Pour plus de détails, voir Fiche technique et Distribution.
La Jeune Fille à la perle (Girl with a Pearl Earring) est un film britannico-luxembourgeois réalisé par Peter Webber, sorti en 2003.
Il s'agit de l'adaptation du roman de Tracy Chevalier, La Jeune Fille à la perle, lui-même inspiré par le tableau du même nom de Johannes Vermeer.

## Synopsis

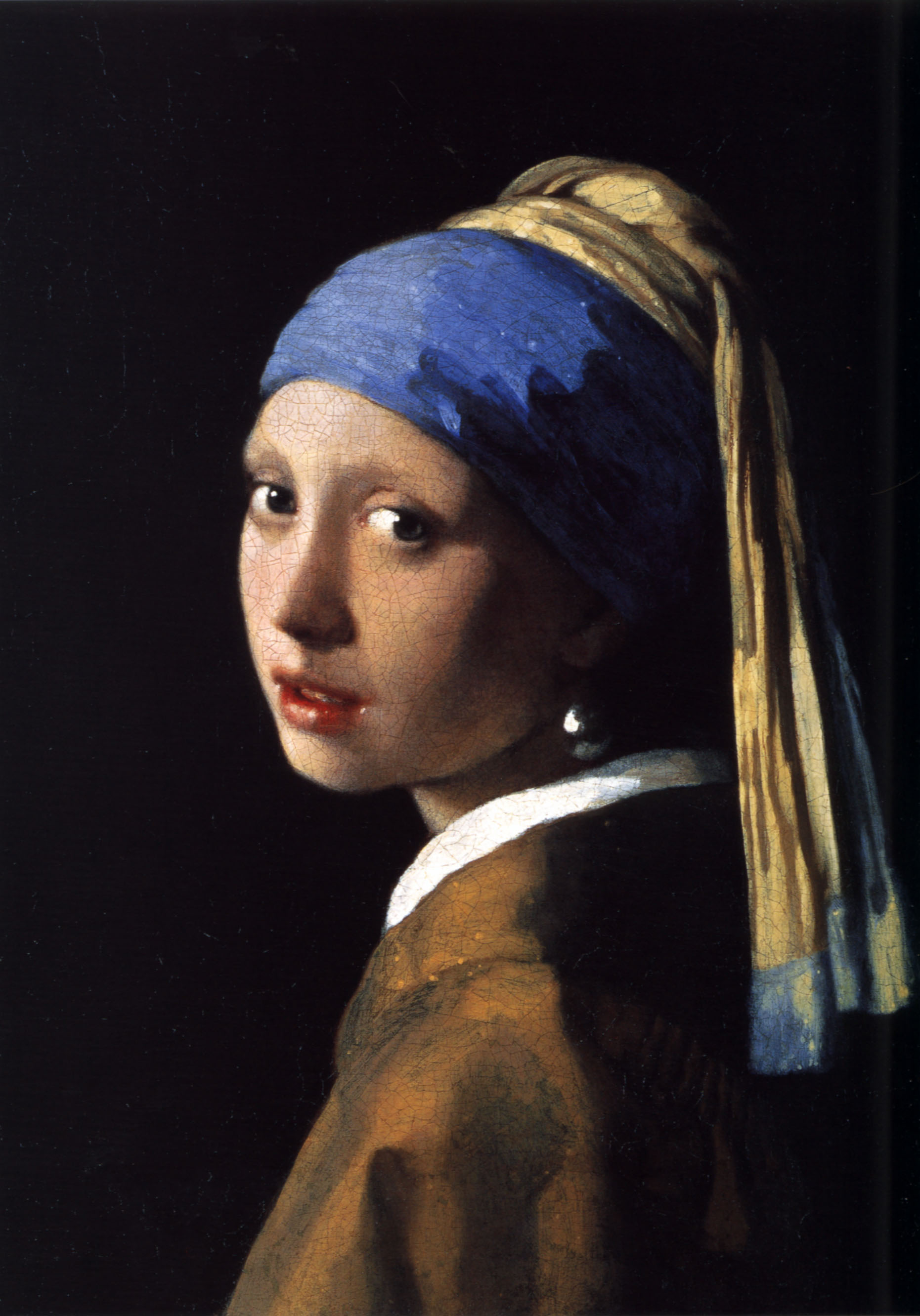
La Jeune Fille à la perle de Johannes Vermeer peint vers 1665, exposé au Mauritshuis de La Haye (Pays-Bas)

Delft, au XVIIe siècle, l'âge d'or de la peinture hollandaise.
Pour aider ses parents dans la misère, la jeune et ravissante Griet se fait engager comme servante dans la maison du peintre Johannes Vermeer. Elle s'occupe du ménage et des six enfants du maître. La famille Vermeer vit des difficultés économiques, car le peintre dépense plus qu'il ne gagne. Tout à son art, il ne gère nullement la vente. Son épouse ne veut pas que cela se sache. Elle développe envers Griet une terrible jalousie. Et Cornélia, l'une de ses filles, qui déteste Griet, tente de pousser la jeune servante à bout. Griet doit donc se faire discrète et très obéissante. Les choses se compliquent quand le peintre la remarque et découvre sa sensibilité, sa douceur. Il l'introduit peu à peu dans son univers, au plus grand désarroi de son épouse qui, elle, n'a jamais eu accès à son art. En parallèle, un commerçant, intéressé par la jeune femme, tente de la violer.

## Fiche technique
- Titre original : Girl with the Pearl Earring
- Titre français : La Jeune Fille à la perle
- Réalisation : Peter Webber
- Scénario : Olivia Hetreed, adapté du roman La Jeune Fille à la perle de Tracy Chevalier
- Décors : Ben Van OS
- Costumes : Dien van Straalen
- Bijou : La perle est une perle de culture en eau douce réalisée par PEARL INTERNATIONAL - Paris
- Photographie : Eduardo Serra
- Montage : Christina Schaffer
- Régisseur général: Ambroise Gayet
- Musique : Alexandre Desplat
- Société de distribution : Christal Films
- Budget : 12 000 000 $
- Pays :  Royaume-Uni et  Luxembourg
- Langue : anglais
- Format : 35 mm - Couleur - 2,35:1 - son Dolby Digital
- Genre : drame, romance
- Durée : 100 minutes
- Date de sortie :
  - Première mondiale : 31 août 2003 au festival du film de Telluride
  -  États-Unis : 9 janvier 2004
  -  France : 3 mars 2004

## Distribution
- Scarlett Johansson (VF : Julia Vaidis-Bogard) : Griet
- Colin Firth (VF : Christian Gonon) : Johannes Vermeer
- Tom Wilkinson (VF : Jean-Yves Chatelais) : Pieter van Ruijven
- Cillian Murphy (VF : Franck Lorrain) : Pieter
- Judy Parfitt (VF : Tania Torrens) : Maria Thins
- Essie Davis (VF : Anne Rondeleux) : Catharina Vermeer
- Joanna Scanlan (VF : Nanou Garcia) : Tanneke
- Alakina Mann (VF : Bibiana Guihamet) : Cornelia Vermeer
- Chris McHallem (VF : Jean-Yves Chilot) : le père de Griet
- Gabrielle Reidy (VF : Frédérique Cantrel) : la mère de Griet
- Geoff Bell (VF : Gérard Sergue) : Paul le boucher
- Anna Popplewell : Maertge
- Anaïs Nepper (VF : Catherine Darles) : Elisabeth Vermeer
- Nathan Nepper : Johannes Vermeer Jr.
- Melanie Meyfroid (VF : Catherine Darles) : Aleydis Vermeer
- John McEnery : l'apothicaire
- Charlotte et Lola Carpentier : Baby Franciscus

Version française
- - Studio de doublage : Dubbing Brothers
  - Direction artistique : Béatrice Delfe
  - Adaptation : Manu Delilez et Françoise Monier

Sources et légende : Version française (VF) sur Voxofilm.

## Différences entre le film et le roman

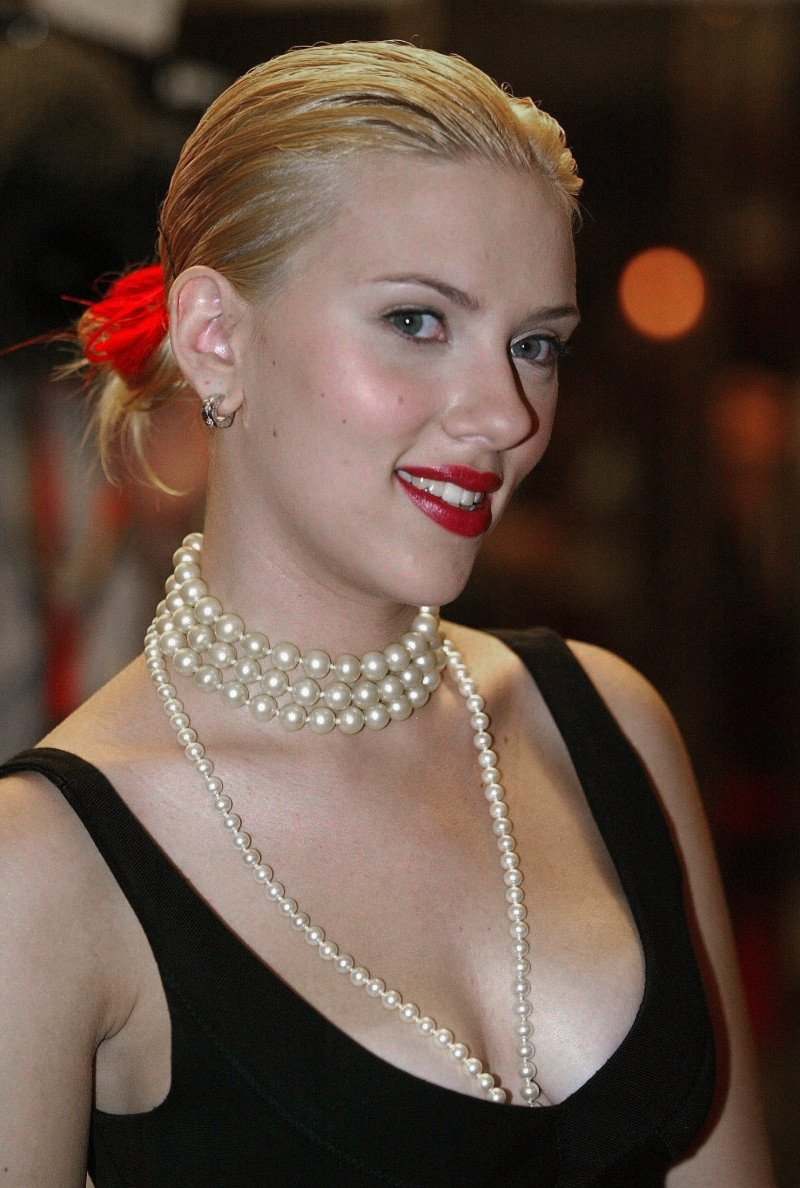
L'actrice principale Scarlett Johansson pour la présentation du film au TIFF 2003.

- Le film est volontairement plus elliptique que le roman, plus recentré sur la relation Griet-Vermeer. De nombreux événements relatifs à la vie personnelle de Griet[2], comme ses frères et sœurs, l'accident de son père, son mariage avec Pieter (on voit juste sa robe de mariée pendue à un crochet dans la dernière scène) ainsi que leurs enfants Jan et Frans[3], ne sont pas abordés dans le film.
- Dans le roman, l'ami de Vermeer, Van Leeuwenhoek (interprété par David Morrissey, mais coupé au montage[4]) avertit Griet de ne pas trop s'approcher de son maître. Il est absent dans le film, et cet avertissement est prononcé par Pieter.
- Dans le livre, la relation entre Griet et Tanneke est difficile, alternant entre une franche hostilité et une indifférence feinte, principalement en raison de la jalousie qu'éprouve Tanneke envers Griet, à cause de sa proximité avec le maître de la maison.
- Dans le roman, Griet se perce elle-même les deux oreilles, sur l'ordre de Vermeer, alors que c'est celui-ci qui lui perce le lobe gauche dans le film, laissant intact le droit.

## Bande originale
La bande originale a été composée par Alexandre Desplat, qui a entre autres composé les musiques de The Queen, De battre mon cœur s'est arrêté, À la croisée des mondes : La Boussole d'or, L'Étrange Histoire de Benjamin Button, Twilight, chapitre II : Tentation, Harry Potter et les Reliques de la Mort et la plupart des musiques des films de Wes Anderson.

## Distinctions

### Récompenses
- Camerimage 2003 : Grenouille de bronze pour Eduardo Serra
- Festival du film britannique de Dinard 2003 :
  - Hitchcock d'or
  - Prix du public
- Festival de Saint-Sébastien 2003 :
  - Meilleure photographie pour Eduardo Serra
  - C.I.C.A.E. Award pour Peter Webber
- National Board of Review Awards 2003 : Special Recognition de l'excellence dans la réalisation pour Peter Webber
- San Diego Film Critics Society Awards 2003 : meilleure photographie pour Eduardo Serra
- Central Ohio Film Critics Association Awards 2004 : meilleure photographie pour Eduardo Serra
- Los Angeles Film Critics Association Awards 2004 : meilleure photographie pour Eduardo Serra
- Prix du cinéma européen 2004 : meilleure photographie pour Eduardo Serra
- Aigles du cinéma polonais 2005 : meilleur film européen pour Peter Webber
- Prix Sant Jordi du cinéma 2005 : meilleure actrice étrangère pour Scarlett Johansson (également pour son rôle dans Lost in Translation)

### Nominations
- Camerimage 2003 : Grenouille de bronze pour Eduardo Serra
- Satellite Awards 2003 : meilleure photographie pour Eduardo Serra
- Art Directors Guild Awards 2004 : meilleurs décors dans un film d'époque ou fantastique pour Ben van Os et Christina Schaffer
- British Academy Film Awards 2004 :
  - Meilleur film britannique
  - Meilleure actrice pour Scarlett Johansson
  - Meilleure actrice dans un second rôle pour Judy Parfitt
  - Meilleur scénario adapté pour Olivia Hetreed
  - Meilleure photographie pour Eduardo Serra
  - Meilleurs décors pour Ben van Os
  - Meilleurs costumes pour Dien van Straalen
  - Meilleurs maquillages et coiffures pour Jenny Shircore
  - Meilleure musique de film pour Alexandre Desplat
- British Independent Film Awards 2004 :
  - Meilleur film
  - Meilleure actrice pour Scarlett Johansson
  - Douglas Hickox Award pour Peter Webber
- Chicago Film Critics Association Awards 2004 : meilleure photographie pour Eduardo Serra
- Chlotrudis Awards 2005 : meilleure photographie pour Eduardo Serra
- David di Donatello 2004 : meilleur film européen
- Directors Guild of Great Britain Awards 2004 : meilleure réalisation dans un film britannique pour Peter Webber
- Festival du film international de Manille 2004 : Lino Brocka Award pour Peter Webber
- Golden Globes 2004 :
  - Meilleure actrice dans un film dramatique pour Scarlett Johansson
  - Meilleure musique de film pour Alexandre Desplat
- Premios Goya 2005 : meilleur film européen
- London Film Critics Circle Awards 2004 : actrice de l'année pour Scarlett Johansson
- Online Film Critics Society Awards 2004 :
  - Meilleurs décors pour Ben van Os et Christina Schaffer
  - Meilleure photographie pour Eduardo Serra
  - Meilleurs costumes pour Dien van Straalen
- Oscars 2004 :
  - Meilleurs décors pour Ben van Os et Cecile Heideman
  - Meilleure photographie pour Eduardo Serra
  - Meilleurs costumes pour Dien van Straalen
- Phoenix Film Critics Society Awards 2004 :
  - Meilleure actrice dans un rôle principal pour Scarlett Johansson
  - Meilleure direction artistique pour Ben van Os
- Prix du cinéma européen 2004 :
  - Prix du public du meilleur acteur pour Colin Firth
  - Meilleur compositeur pour Alexandre Desplat